# Christian Ludwig Brau
Christian Ludwig Brau (* 10. Oktober 1746 in Drammen; † 4. Februar 1777 in Barby) war ein Kirchenlieddichter. Er wirkte als Lehrer in mehreren Schulen der Herrnhuter Brüdergemeine und dichtete die dritte und fünfte Strophe des 1778 im Brüdergesangbuch abgedruckten Liedes O drückten Jesu Todesmienen sich meiner Seel auf ewig ein! Die anderen Strophen wurden von Christian Gregor sowie Johann Jakob Bossart gedichtet.